# Atte Ohtamaa
Atte Ohtamaa (6 de novembro de 1987) é um jogador de hóquei no gelo finlandês. Atualmente joga como defensor do Oulun Kärpät da Liiga.
A equipe juvenil de Ohtamaa era o Nivala Cowboys antes de se transferir para Oulun Kärpät no nível B Junior. Em 27 de agosto de 2019, Ohtamaa ingressou no HC Lugano da Liga Nacional (NL) em um contrato de dois meses até 3 de novembro de 2019. Nos Jogos Olímpicos de Inverno de 2022 em Pequim, conquistou a medalha de ouro no torneio masculino.